# Скоти Макрири
Скоти Кук Мaкрири (енгл. Scott Cooke McCreery; Гарнер, 9. октобар 1993) амерички је кантри певач. Победио је у десетој сезони такмичења American Idol 2011. године. Његов најновији албум, Seasons Change, објављен у марту 2018. године, постао је његов четврти топ 10 албум у Сједињеним Државама.